# San Juan del Rebollar
San Juan del Rebollar (en alistanu San Xuan del Rebollar) es una localidad española del municipio de San Vitero, en la provincia de Zamora y la comunidad autónoma de Castilla y León.

## Geografía
Forma parte de la comarca de Aliste, situándose a 5,5 km de la capital comarcal, Alcañices, y a unos 60 km de Zamora, su capital provincial.

## Nombre
San Juan del Rebollar debe su nombre al patrón  San Juan Bautista y al hecho de que en tiempos anteriores estuvo rodeado de un frondoso bosque de "rebollos" (robles jóvenes).

## Historia
En la Edad Media, tras el nacimiento del Reino de León en el año 910, San Juan del Rebollar quedó integrado en el mismo, hecho que no evitó la existencia de cierto conflicto entre los reinos leonés y portugués en los siglos XII y XIII por el control de esta zona de la frontera.
Ya en la Edad Contemporánea, con la creación de las actuales provincias en 1833, San Juan, aún como municipio independiente, fue adscrito a la provincia de Zamora y la Región Leonesa, quedando integrado con la creación de los partidos judiciales en abril de 1834 en el de Alcañices. Asimismo, en torno a 1850, San Juan del Rebollar perdió la condición de municipio, pasando a integrarse en el de San Vitero. Finalmente, con la supresión del partido de Alcañices en 1983, San Juan fue integrado en el Partido Judicial de Zamora.

## Economía
Históricamente la economía de este pueblo ha estado basada principalmente en la agricultura y la ganadería, teniendo siempre normalmente las familias varios terrenos cultivables y un pequeño rebaño de ganado. En los últimos años, sin embargo, los rebaños de ganado están siendo vendidos, quedándose las familias únicamente con animales domésticos (cerdos, gallinas, etc) y los terrenos para la agricultura.
Actualmente, a diferencia de los tiempos pretéritos en los que las familias prácticamente se autoabastecían con lo cultivado por ellas mismas, la mayoría de habitantes del pueblo trabajan como parte mayoritaria de su sustento, relegando a un segundo aunque muy importante plano, el cuidado de los campos y animales.
Afortunadamente hasta aquí ha ido llegando también la tecnología aplicada a las labores del campo, y la siembra y la recolección de los cereales está ahora altamente mecanizada, con el uso de tractores, cosechadoras, empacadoras... No así, sin embargo, el cuidado de los animales, que sigue siendo bien tradicional, y también la siembra, riego y cuidado de las huertas.
La mayor parte de la población trabajadora del pueblo trabaja fuera del mismo, en otras localidades, debido a la escasa o nula oferta de trabajo en el municipio.

## Geografía y entorno
La orografía del pueblo no es demasiado complicada, aunque no es completamente un pueblo de llanura. La población está emplazada en un pequeño valle o vaguada, a la orilla del río Mena, donde se ubica la plaza principal. El núcleo del pueblo está aquí. Sin embargo ha ido extendiéndose hasta poblar los bordes de la hondonada, por lo que el pueblo tiene pronunciadas pendientes desde estos bordes hasta el fondo del valle. Todas las casas antiguas del pueblo están construidas sobre roca, con el seguro propósito de aprovechar como tierra de cultivo y pastoreo el suelo fértil del lugar.
Las tierras de cultivo, especialmente las de cereales, de secano, están situadas principalmente en las zonas llanas, entre San Juan y Tola, y cerca de la carretera, entre San Juan y Alcañices. 
Las huertas están cerca de los pozos y del río, regados mediante simples acequias, o canales de riego excavados desde los pozos.
El entorno cuenta con una importante cantidad de flora, abundantes árboles, matorrales, y diferentes hierbas, plantas y flores. Existen en las cercanías del pueblo varios conjuntos de árboles, bosques o simplemente árboles sueltos, formando un paisaje típico de meseta castellana, en transición ya hacia la cercana sierra de la Culebra.
Cuenta con dos barrios, prácticamente de la misma cantidad de habitantes, sus nombres son:Barrio Nuevo (Barrio Norte) y Barrio Viejo (Barrio Sur).

## Clima
Típico clima castellano, de tipo mediterráneo continentalizado, con inviernos fríos y veranos bastante moderados, aunque en los últimos años se aprecia un ascenso de las temperaturas. Es significativa la variación de temperatura entre el día y la noche en verano, pudiendo hacer durante el día a veces bastante calor, alrededor de 30 °C, y pudiendo bajar por la noche a menos de 20 °C.